# Weatherford (Oklahoma)
Weatherford és una ciutat dels Estats Units a l'estat d'Oklahoma. Segons el cens del 2000 tenia 9.859 habitants.

## Demografia
Segons el cens del 2000, Weatherford tenia 9.859 habitants, 3.991 habitatges, i 2.187 famílies. La densitat de població era de 656,3 habitants per km².
Dels 3.991 habitatges en un 25,8% hi vivien nens de menys de 18 anys, en un 42,5% hi vivien parelles casades, en un 9% dones solteres, i en un 45,2% no eren unitats familiars. En el 31,6% dels habitatges hi vivien persones soles el 8,3% de les quals corresponia a persones de 65 anys o més que vivien soles. El nombre mitjà de persones vivint en cada habitatge era de 2,27 i el nombre mitjà de persones que vivien en cada família era de 2,96.
Per edats la població es repartia de la següent manera: un 19,8% tenia menys de 18 anys, un 32,1% entre 18 i 24, un 22,4% entre 25 i 44, un 16,2% de 45 a 60 i un 9,4% 65 anys o més.
L'edat mediana era de 24 anys. Per cada 100 dones de 18 o més anys hi havia 91,2 homes.
La renda mediana per habitatge era de 26.908 $ i la renda mediana per família de 41.401 $. Els homes tenien una renda mediana de 29.683 $ mentre que les dones 20.833 $. La renda per capita de la població era de 16.046 $. Entorn de l'11,8% de les famílies i el 21,7% de la població estaven per davall del llindar de pobresa.

## Poblacions més properes
El següent diagrama mostra les poblacions més properes.